# Кузнецов, Виктор Игнатьевич
Виктор Игнатьевич Кузнецов (1923—1997) — полковник Советской Армии, лётчик-испытатель, участник Великой Отечественной войны, Герой Советского Союза (1965).

## Биография
Виктор Кузнецов родился 10 февраля 1923 года в Москве. После окончания Фрунзенского аэроклуба Москвы работал в нём же лётчиком-инструктором. В сентябре 1941 года Кузнецов был призван на службу в Рабоче-крестьянскую Красную Армию. В 1942 году он окончил Саратовскую военную авиационно-планерную школу, в 1944 году — Кировабадскую военную авиационную школу лётчиков. С марта 1943 года — на фронтах Великой Отечественной войны.
С 1950 года Кузнецов был лётчиком-испытателем ГК НИИ ВВС, с 1964 года — начальником службы лётных испытаний бомбардировочной авиации в том же институте. Участвовал в испытаниях подвесок на «Ту-2», а также испытаниях самолётов «Ту-22», «Ил-18», «Ан-10», «Ту-95» и ряда их модификаций.
Указом Президиума Верховного Совета СССР от 21 октября 1965 года за «мужество и героизм, проявленные при испытании новой авиационной техники» полковник Виктор Кузнецов был удостоен высокого звания Героя Советского Союза с вручением ордена Ленина и медали «Золотая Звезда» за номером 10707.
В июле 1967 года в звании полковника Кузнецов был уволен в запас. Проживал в посёлке Чкаловский (ныне — в черте города Щёлково Московской области).
Скончался 24 декабря 1997 года, похоронен на кладбище деревни Леониха Щёлковского района Московской области.
Заслуженный лётчик-испытатель СССР. Был также награждён орденами Красного Знамени, Отечественной войны 1-й степени, двумя орденами Красной Звезды, рядом медалей и иностранных наград.